# Grégory Lemarchal
Grégory Jean-Paul Lemarchal (La Tronche, 13 de mayo de 1983 - Suresnes, 30 de abril de 2007) fue un cantante francés que ganó la cuarta temporada del programa de televisión Star Academy, emitido por la cadena TF1. Murió en abril de 2007 a causa de fibrosis quística.
La tesitura de Grégory era muy elevada, de cuatro octavas. Grégory Lemarchal contaba entre sus influencias musicales a los cantantes francófonos Céline Dion, Serge Lama y Charles Aznavour.

## Biografía
Con veinte meses de edad, sus padres se preocuparon por los problemas respiratorios de su hijo y tras llevarlo al médico, le fue diagnosticada una fibrosis quística. En 1995, Grégory Lemarchal se proclamó campeón de Francia de rock acrobático con doce años de edad. En 1998, participó en el programa Graines de star, pero no tuvo éxito, aunque adquirió cierta fama en Grenoble y sus alrededores, lo que le permitió formar parte de algunos espectáculos de Hervé Vilard y Gilbert Montagné.
En 2004, Grégory entró con 21 años de edad al concurso Star Academy, emitido por TF1. El 22 de diciembre de dicho año, Grégory se proclamó ganador del concurso por un 80% de los votos frente a su contrincante Lucie Bernardoni. La final del concurso fue seguida por 8'9 millones de personas, lo que supuso un 39'4% de cuota de pantalla. En 2005 salió a la luz su primer disco, Je deviens moi, cuyo primer sencillo fue Écris l'histoire el cual llegó a ser disco de platino. El álbum llegó a ser disco de oro. En enero de 2006, recibe como recompensa a su trabajo el premio  a la Révélation francophone de l'année (Revelación francófona del año) en los NRJ Music Awards. Durante dicho año realiza una gira por Francia, Suiza y Bélgica. Hacia febrero de 2007, Grégory anunció una pausa en su carrera musical por problemas de salud, aunque, sin embargo, se dedicó a preparar su segundo álbum. 
Un tiempo después, su estado de salud empeoró y fue hospitalizado urgentemente en abril de 2007 en un hospital de Suresnes a la espera de un trasplante de pulmón, aunque éste no llegaría nunca. Murió el 30 de abril de 2007 debido a una complicación de su fibrosis quística. Su funeral se llevó a cabo en la Catedral de Chambéry el 3 de mayo de 2007. Sus restos reposan en el cementerio de Sonnaz (Saboya). TF1 emitió un gala llamada Grégory: la voix d'un ange el 4 de mayo, con el fin de recaudar fondos para luchar contra la fibrosis quística. Esta gala fue seguida por 10'5 millones de espectadores, convirtiéndose en uno de los programas más vistos de la cadena en mayo de 2007. El 28 de diciembre de 2007 se emitió en prime time un programa de Star Academy dedicado a la lucha contra la fibrosis quística en homenaje a Grégory Lemarchal. En total se consiguieron recaudar 6'3 millones de euros. Su álbum póstumo, La voix d'un ange, recibió en 2008 un Platinum Award por parte de la Federación Internacional de la Industria Fonográfica.

## Association Grégory Lemarchal
La Association Grégory Lemarchal es una asociación que fue creada el 7 de junio de 2007 para luchar contra la fibrosis quística. Después de la muerte de Grégory, sus padres, Laurence y Pierre, y su hermana, Leslie, decidieron que el éxito conseguido por Grégory debía ser usado para conseguir la sensibilización de la sociedad y los medios de comunicación ante la fibrosis quística y para luchar por los derechos de los enfermos de dicha enfermedad.
En noviembre del mismo año, su hermana Leslie publicó el libro Mon frère, l'Artiste, cuyos derechos están reservados a la Association Grégory Lemarchal.

## Discografía

### Álbumes
- Je deviens moi (2005)
- Olympia 06 (2006)
- La voix d'un ange (2007)
- Les pas d'un ange (2007)
- Rêves (2009)
- Cinq ans (2012)
- Pourquoi je vis (2020)
- Best Of (2022)

### Sencillos
- Écris l'histoire (2005)
- Je suis en vie (2005)
- À corps perdu (2005)
- Même si (What you're made of) con Lucie Silvas (2006)
- De temps en temps (sencillo póstumo) (2007)
- Le lien (sencillo póstumo) (2007)
- Restons amis (sencillo póstumo)(2007)
- Je rêve (sencillo póstumo)(2009)
- `` sos d`un terrien en detresse (2004)